# Barbie (jeu vidéo, 1991)
Pour les articles homonymes, voir Barbie.
Barbie est un jeu vidéo de plates-formes développé par Imagineering Inc., édité par Hi Tech Expressions, et sorti sur NES et DOS en 1991.

## Accueil
- AllGame : 3/5 (NES)[2]